# Pepes Beeke (Röbbeck)
Die Pepes Beeke ist ein geografisch linksseitiger Nebenfluss der Röbbeck in Nordrhein-Westfalen, Deutschland.

## Geographie
Die Pepes Beeke entspringt an der Nordflanke des Velberter Höhenrückens zwischen den Flurnamen Erlenwiese, Am Goren und Passiepen, die alle auf die wasserreiche Quellmulde und den angrenzenden Siepen Bezug nehmen. Sie verläuft über 800 m in einem weitläufigen Talgrund nach Nordwesten. Unterhalb des Hofes Röbbeck weitet sich das Tal in eine Wiesenlandschaft.
Ca. 800 m unterhalb der Quelle mündet die Pepes Beeke in die Röbbeck.

## Etymologie
Der namensgebende Kotten Pepes wurde in der Türkensteuerliste von 1508 bis 1521 als Pipißkaten (1600 Pipeßkotten) in der ehemaligen Bauerschaft Rottberg erstmals urkundlich erwähnt. In der Urkarte von 1843 trägt das Gewässer den Namen Rebbecker Bach, da es unmittelbar unter dem Hof Röbbeck entlang läuft. Erst im Rahmen der allgemeinen Erfassung der Fließgewässer wurde Röbbeck die Bezeichnung für den längeren nördlichen Seitenarm, während die Pepes Beeke den Namen den nahebeiliegenden Kottens bekam.

## Wasserkraft
Die Rottberger Saisonmühle lag an einem Mühlteich der gleichermaßen von der Röbbeck und der Pepes Beeke gespeist wurde. 1828 hatte die Mühle ein oberschlächtiges Wasserrad und zwei Mahlgänge (Roggen/Weizen). Der nur von Bergwasser gespeiste Zufluss erlaubte keinen Betrieb im Sommer.

## Natur
Bereits beim Bau der Eintrachtstraße in den 1930er-Jahren wurde der Bach weitgehend kanalisiert. Mit der Erweiterung des Gewerbegebiets Röbbeck wurde in den 1980er-Jahren auch der Oberlauf neben die Zeiss-Straße in ein unzulängliches Bett gezwängt, welches eher an einen Straßengraben erinnert.